# Журнал

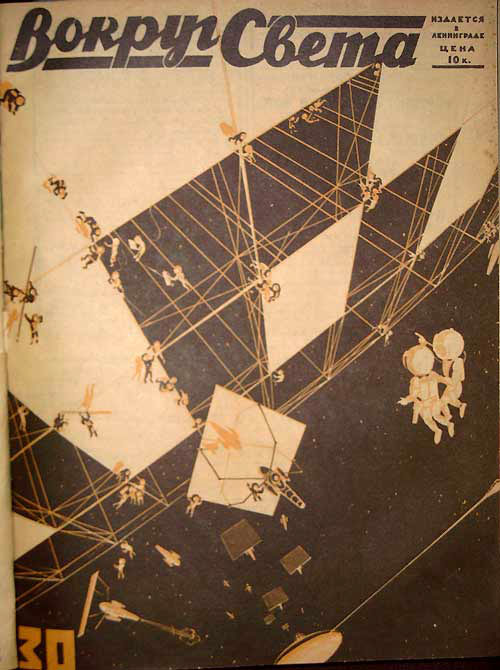
Один из старейших журналов России «Вокруг света».

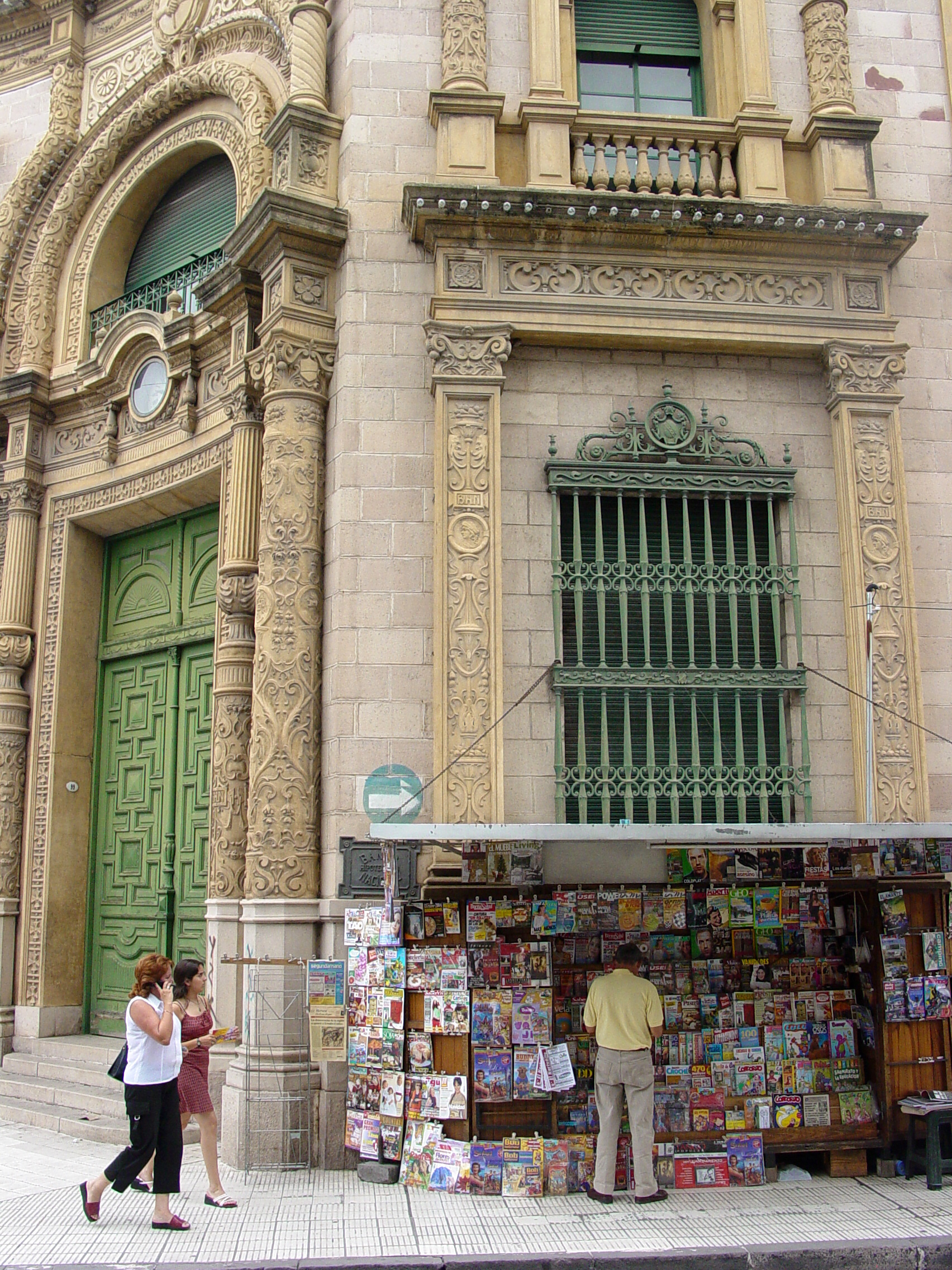
Продажа журналов в городе Сальта, Аргентина.

Журна́л (фр. journal — «дневник, подённая записка», от jour — «день, сутки») — печатное или электронное периодическое издание, имеющее постоянную рубрикацию и содержащее статьи или рефераты по различным общественным, политическим, научным, производственным и другим вопросам, литературно-художественные произведения. 
Журналы как и газеты, являются одним из основных средств массовой информации (коммуникации) и пропаганды, оказывают влияние на общественное мнение, формируя его в соответствии с интересами определённых идеологических групп, общественных классов, политических партий, организаций. С появлением технологий компьютерной верстки и распространением коммерческих типографий с возможностью полноцветной печати журналы стали основным рекламным носителем для товаров класса «премиум» и «лакшери». Как правило, адресованы строго определённым группам читателей и являются либо мировыми и общегосударственными изданиями, либо рекламными каталогами. С появлением Интернета журналы стали появляться и в сети. Сначала на сайтах стали выкладывать архивы печатных изданий, позже стали появляться онлайн-журналы — они не выходили в печатном виде, а существовали исключительно на просторах всемирной сети Интернет. Сейчас некоторые из них имеют аудиторию в несколько раз большую, чем аналогичные печатные издания.

## История
Самым ранним примером журналов был Erbauliche Monaths Unterredungen, литературный и философский журнал, который был выпущен в 1663 году в Германии. The Gentleman’s Magazine, впервые изданный в 1731 году в Лондоне, был первым журналом, содержащим новости и комментарии на любую тему. The Illustrated London News, основанный Гербертом Инграмом в 1842 году, стал первым иллюстрированным журналом.
Идея создания литературного журнала во Франции возникла благодаря Теофрасту Ренодо, периодически публиковавшему в своём «Bureau d’Adresse» рефераты на литературные и научные темы. Около 1663 года Мезерэ получил привилегию на издание литературного журнала, но не успел её применить к делу до 5 января 1665 года, когда его мыслью воспользовался советник парижского парламента Дени де Салло и выпустил первый номер «Journal des Savants». Вскоре запрещённый, этот журнал возобновился в январе 1666 года и беспрепятственно выходил до 1701 года, когда его приобрело правительство и поручило комиссии учёных редактировать его.
В России первым журналом стало в 1755 году издание Академии наук под названием «Ежемесячные сочинения, к пользе и увеселению служащие». Первым частным журналом в России стала в 1759 году «Трудолюбивая пчела» Сумарокова.

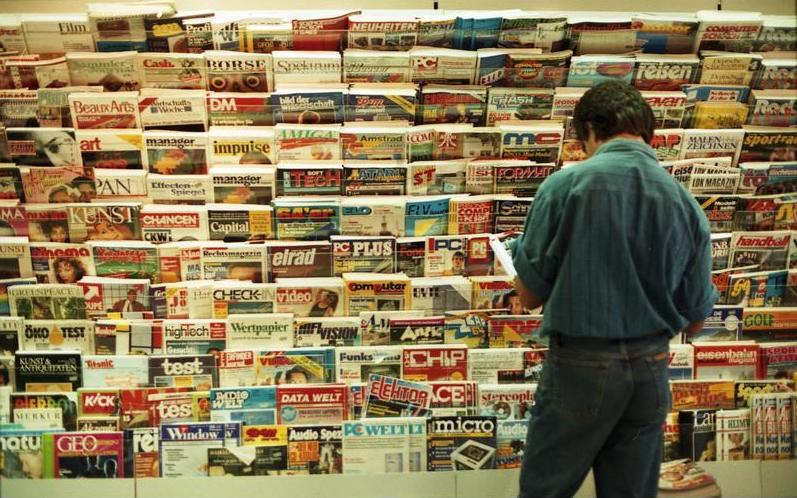
Стенд с журналами.

## Виды журналов
Журналы, как и газеты, классифицируются:
- по периодичности — не бывает ежедневных журналов, только еженедельные и ежемесячные, а также выходящие раз в два месяца или реже;
- по формату;
  - Глянцевый журнал — продукт массовой культуры, рассчитанный на отдых читающего; он полностью избегает серьёзных тем, аполитичен и создаёт иллюзию вечного праздника жизни. Имеет яркое, «глянцевое» оформление и печать[9][10].
  - интернет-журнал
- по тематике;
  - мужской журнал (см. Категория:Мужские журналы)
  - научный журнал
  - литературный журнал
  - и так далее.
- по характеру подачи информации (стиль)[уточнить]

## Особенности журналов
Из-за того, что журналы выходят в свет реже, чем газеты, они отличаются низкой скоростью подачи информации, зато у них больше возможностей для подробного анализа событий, размышлений, подведения итогов и так далее.

## Самые высокотиражные журналы мира
По данным на 2011 год, наибольшие тиражи имели:
- ADAC Motorwelt[англ.] (германский журнал об автомобилях, около 14 млн экземпляров);
- Reader's Digest (американский журнал, издавался в 50 странах мира на 21 языке общим тиражом более 12,3 млн.);
- Cosmopolitan (американский женский журнал, издавался в 63 странах на 34 языках общим тиражом около 7,5 млн экземпляров);
- National Geographic (американский научно-популярный журнал, издавался на 32 языках помимо английского общим тиражом более 6,3 млн экземпляров);
- Good Housekeeping[англ.] (американский журнал о потребительских товарах и ведении домашнего хозяйства, издавался в 15 странах мира тиражом 5,8 млн);
- Gushi Hui[англ.] («Истории», китайский литературный журнал, 5,4 млн экземпляров);
- Glamour (американский женский журнал, издавался в 23 странах общим тиражом 34 млн экземпляров);
- Duzhe («Читатель», китайский журнал для семейного чтения, 4,5 млн экземпляров);
- People (американский журнал о новостях из жизни знаменитостей, 3,8 млн экземпляров);
- «Антенна-Телесемь» (российский журнал о телевидении, «еженедельник для семейного чтения», 3,5 млн экземпляров).